# Veliki Trnovci
Veliki Trnovci su naseljeno mjesto u općini Kakanj, Federacija Bosne i Hercegovine, BiH.

## Stanovništvo

### Popisi 1971. – 1991.
| Veliki Trnovci     |              |              |              |
| godina popisa      | 1991.        | 1981.        | 1971.        |
| Hrvati             | 311 (53,89%) | 270 (45,07%) | 361 (59,37%) |
| Muslimani          | 255 (44,19%) | 212 (35,39%) | 244 (40,13%) |
| Srbi               | 0            | 7 (1,16%)    | 3 (0,49%)    |
| Jugoslaveni        | 9 (1,55%)    | 63 (10,51%)  | 0            |
| ostali i nepoznato | 2 (0,34%)    | 47 (7,84%)   | 0            |
| ukupno             | 577          | 599          | 608          |

### Popis 2013.
| Veliki Trnovci     |              |
| godina popisa      | 2013.        |
| Bošnjaci           | 214 (85,60%) |
| Hrvati             | 28 (11,20%)  |
| Srbi               | 0            |
| ostali i nepoznato | 8 (3,20%)    |
| ukupno             | 250          |

## Religija
Trnovci pripadaju Vrhbosanskoj nadbiskupiji Rimokatoličke crkve, Sutješkom dekanatu župe sv. Ivana Krstitelja u Kraljevoj Sutjesci, koju pastoriziraju franjevci Bosne Srebrene. U mjestu su Staro i Novo rimokatoličko groblje.

## Šport
Od 2022. održava se Memorijalni turnir u futsalu Šahbaz Softić Šabe.